# غار دو لاست (مترو باريس)
غار دو لاست (بالفرنسية: Gare de l'Est)‏ هي محطة مترو تابعة لمترو باريس تقع في فرنسا في الدائرة العاشرة في باريس.[بحاجة لمصدر]

## معرض صور

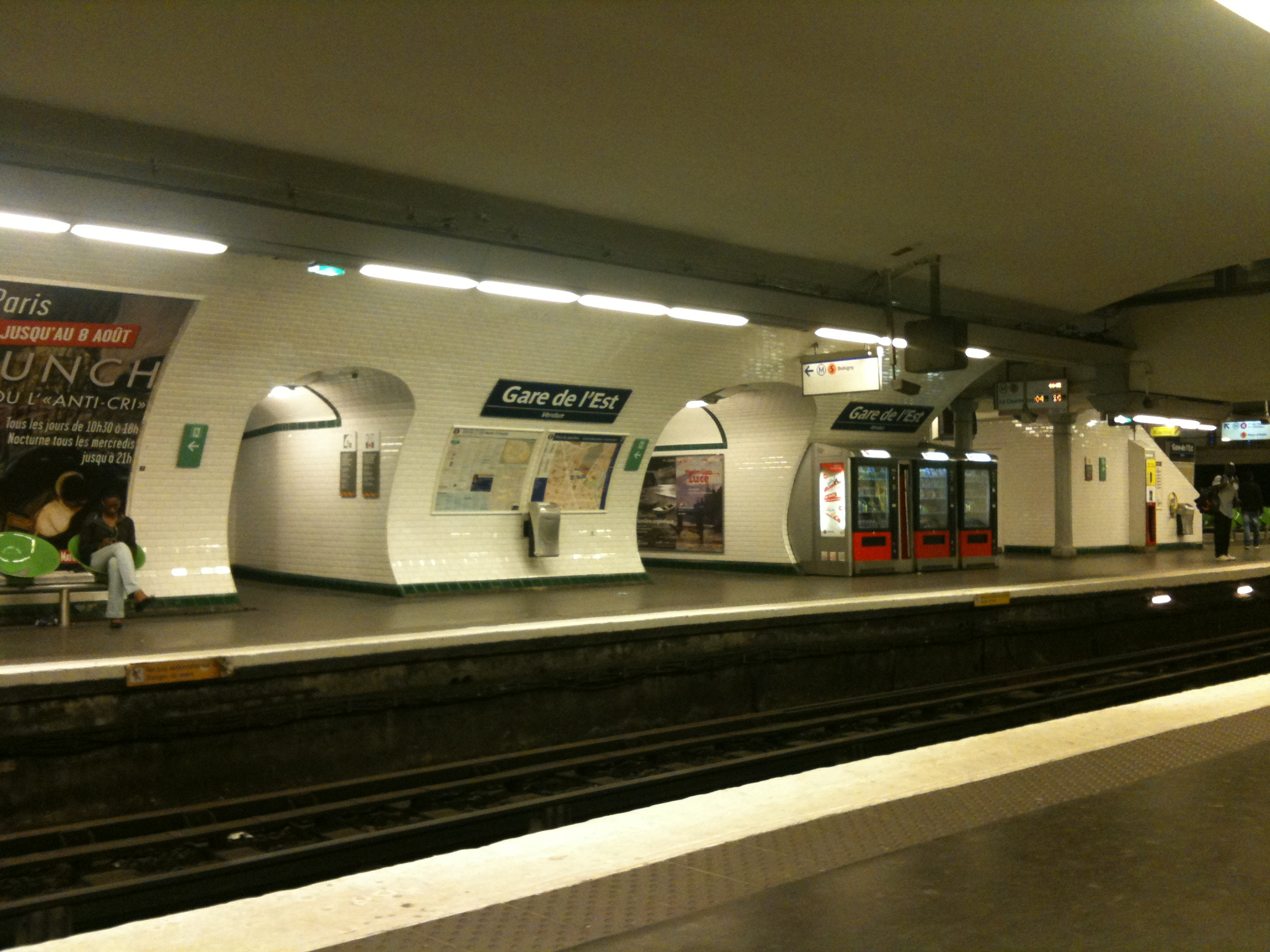
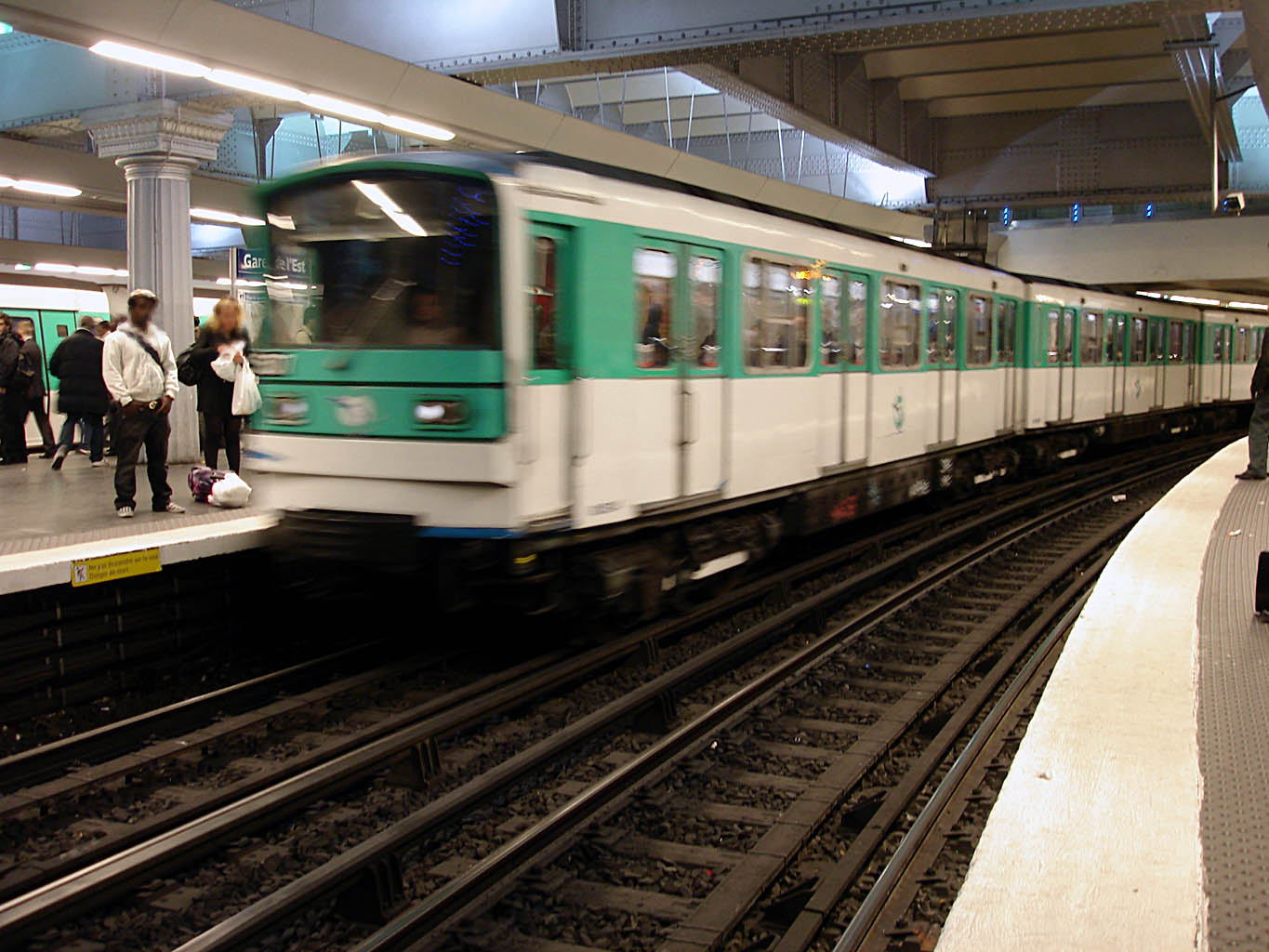
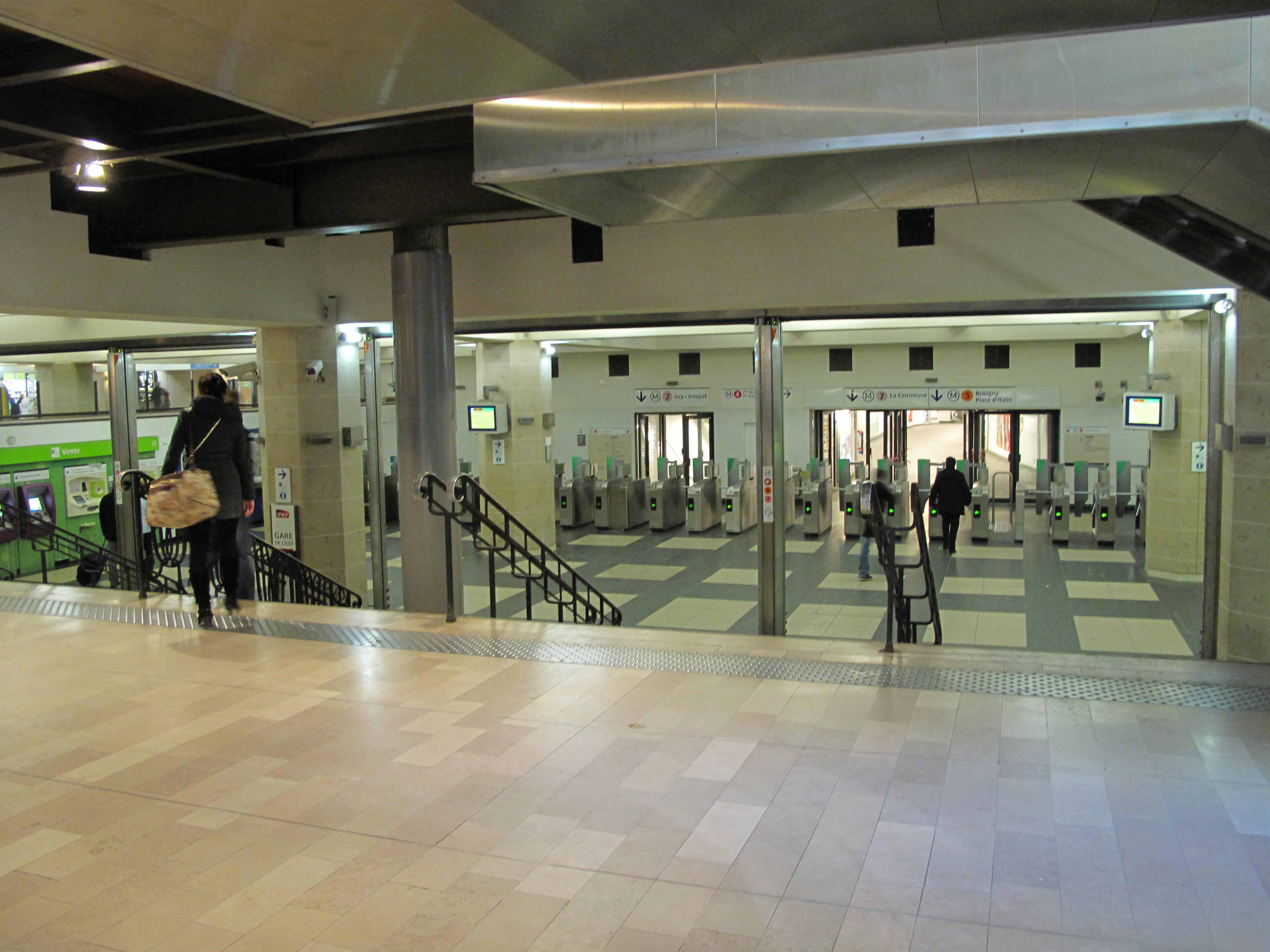
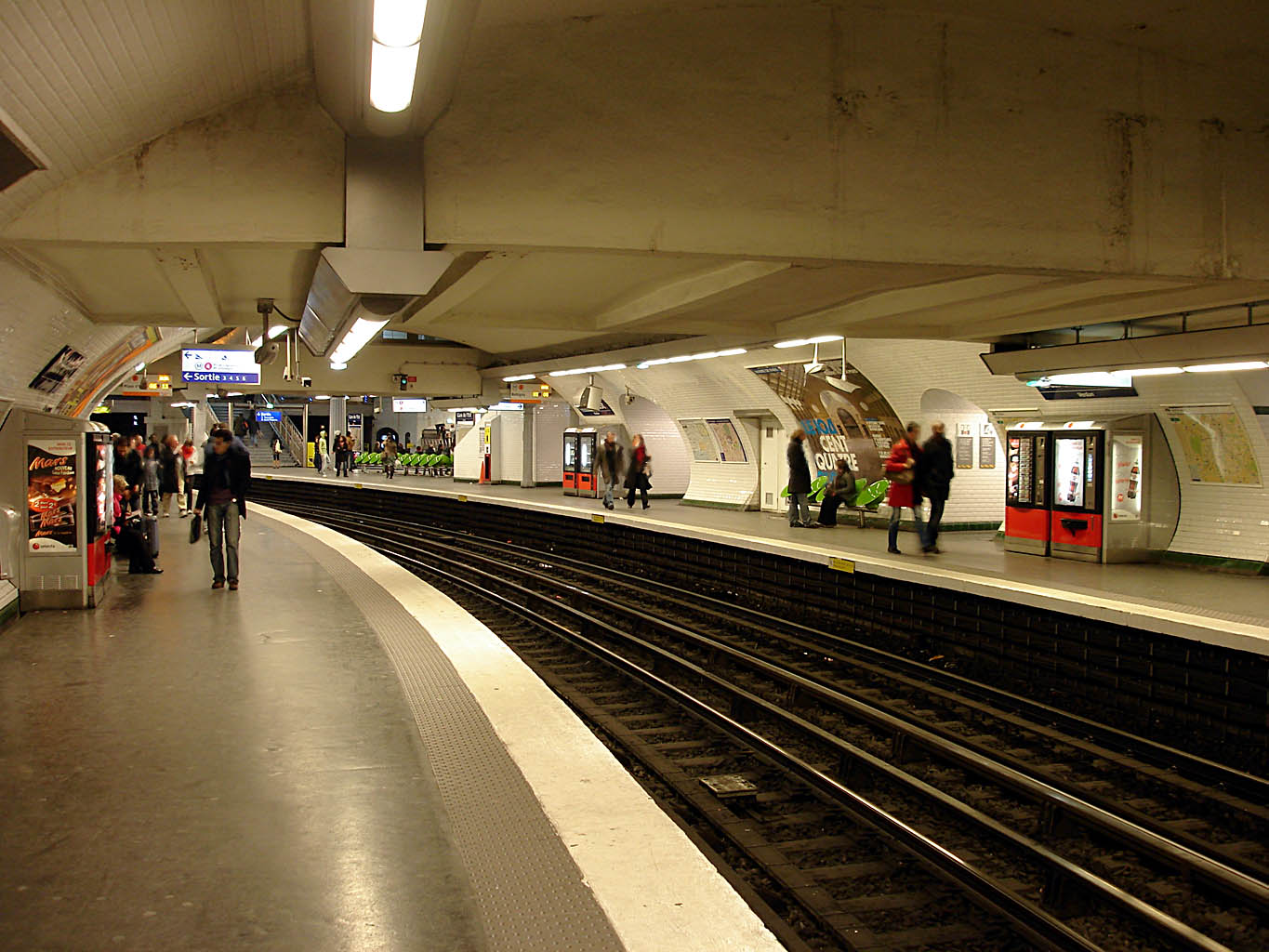
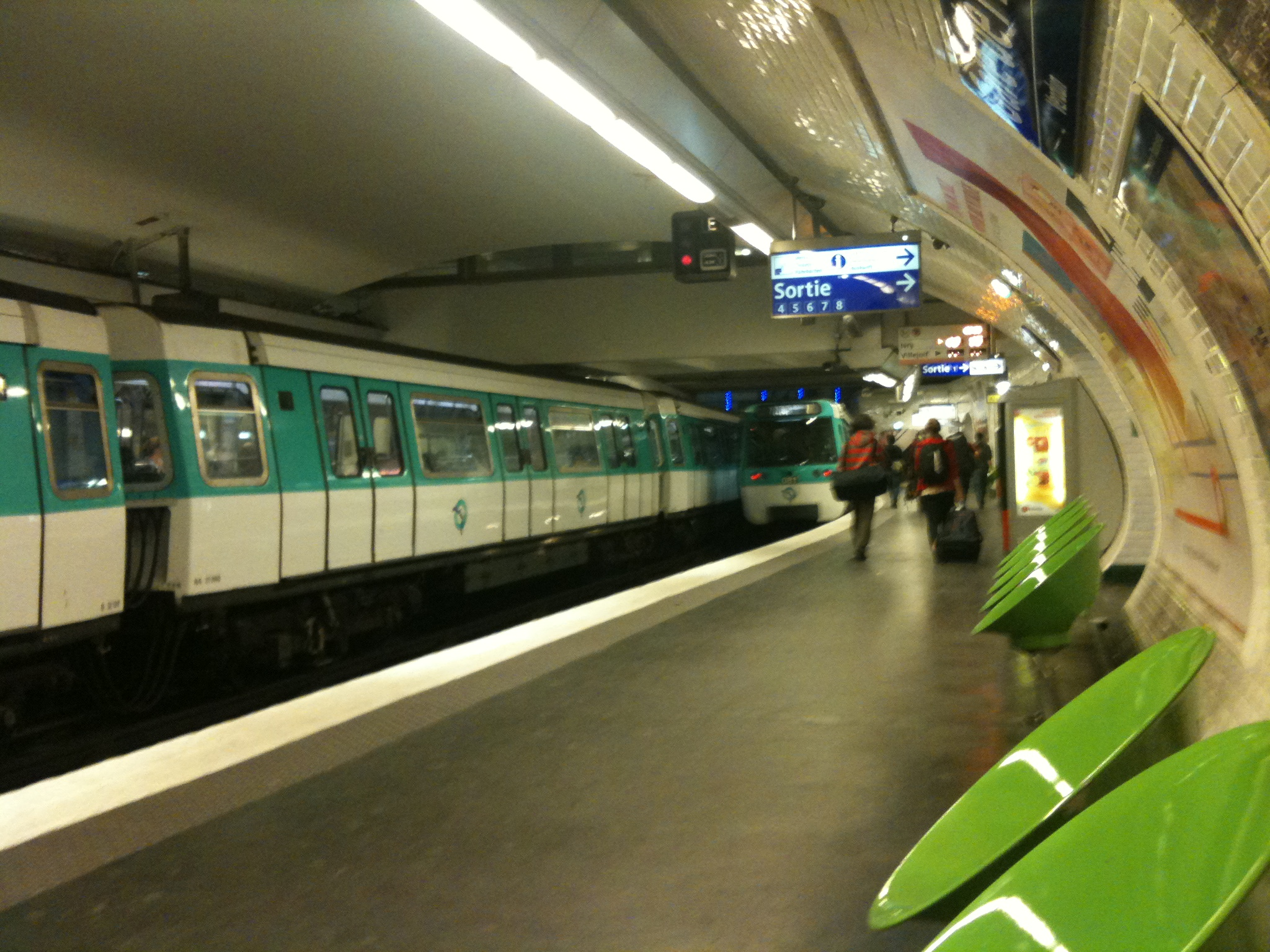
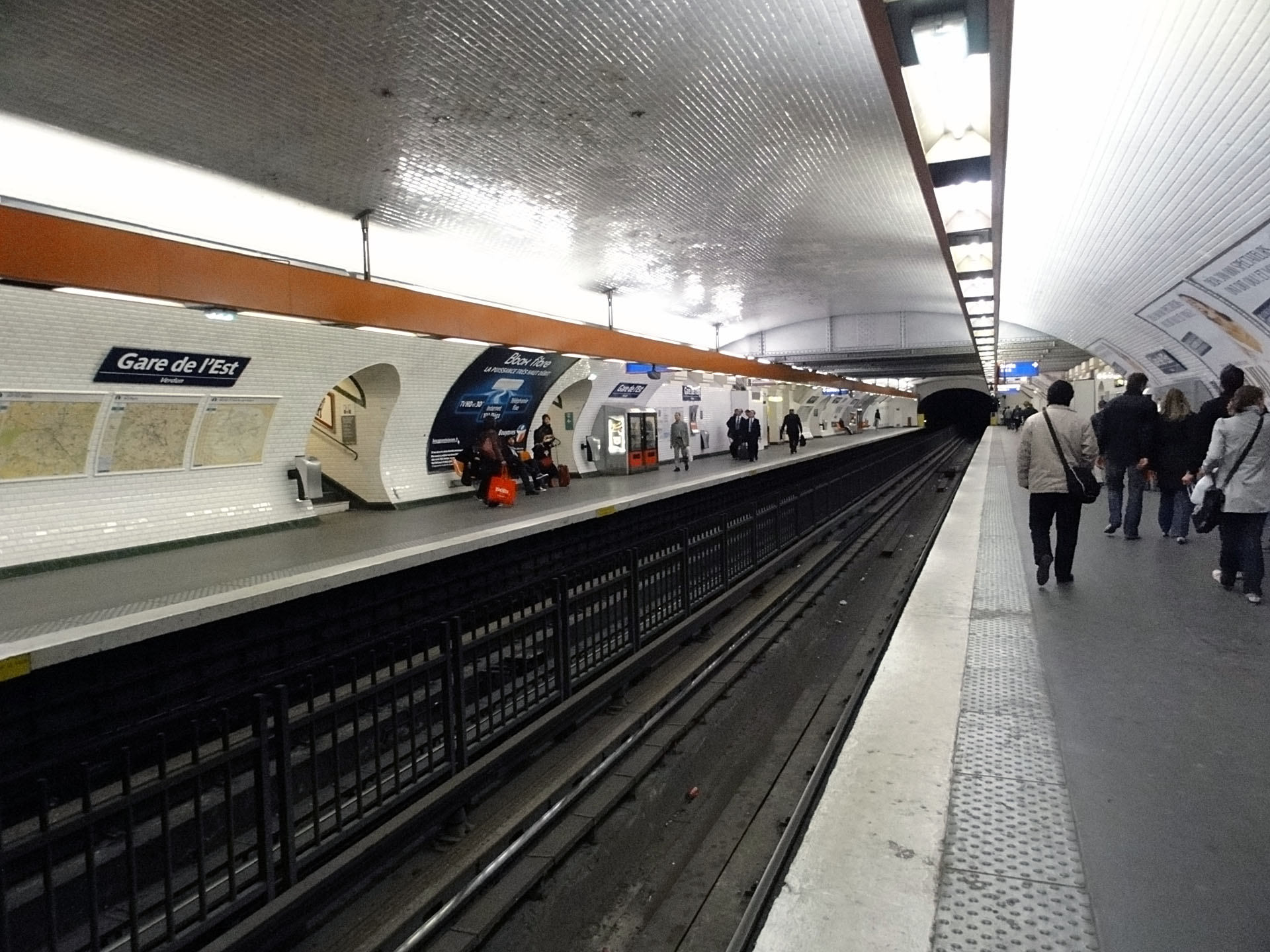